# ストグナー対カリフォルニア州事件
ストグナー対カリフォルニア州事件（Stogner v. California）は、合衆国最高裁判所の判決であり、既に時効が満了した未成年者に対する性犯罪を遡及して起訴できるようにするカリフォルニア州の出訴期限法は、違憲の事後法であるという判決。

## 背景
1998年、申立人のマリオン・ストグナーは、特定のカリフォルニア州法に基づいて、1955年から1973年の間に行われた行為が性的ないたずらだったとして起訴された。ストグナーの娘は、14歳未満の時に父親によって何年もの間性的虐待を受けたと報告した。
ストグナーはこの法律は、犯罪が発生した時点で施行されていなかった法律が遡及的に適用されることによって、事後法禁止条項とデュー・プロセス条項に違反していると主張した。犯罪が行われたとされる当時、時効は3年だった。被害者である彼の2人の娘は、父親を恐れていたため、すぐには報告しなかったと述べた。